# Tröchtelborn

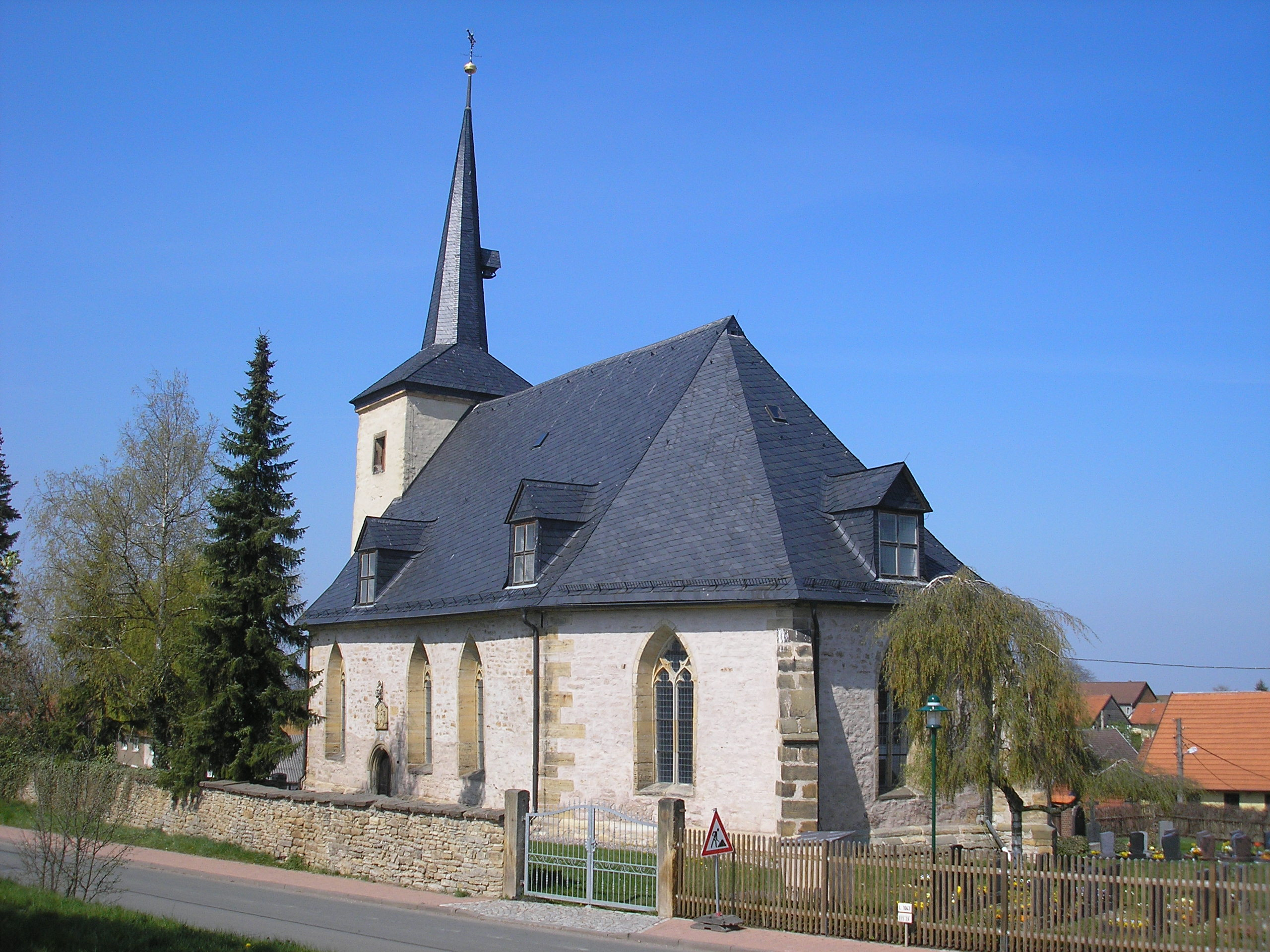
Dorfkirche

Tröchtelborn ist eine Gemeinde in der Verwaltungsgemeinschaft Nesseaue im thüringischen Landkreis Gotha.

## Geographie
Tröchtelborn liegt in der Senke zwischen den Fahnerschen Höhen im Norden und den Seebergen im Südwesten, an einer historischen Verbindungsstraße von Erfurt nach Gotha. Die Nachbarorte sind (im Uhrzeigersinn ab Bienstädt im Nordosten) Bienstädt, Zimmernsupra, Nottleben, Pferdingsleben, Friemar und Molschleben.

## Geschichte
Tröchtelborn liegt in altem germanischem, vorher keltischem Siedlungsgebiet. Der Ortsname ist ebenfalls germanischen Ursprungs (born=Quelle). Er wurde 750–779 erstmals urkundlich erwähnt. Die Stadt Erfurt erwarb Tröchtelborn im Jahr 1351 aus dem Lehen der Grafen von Schwarzburg und gliederte ihn der Vogtei Nottleben an. Ab 1706 wurde er vom Amt Alach verwaltet. 1802 kam er mit dem Erfurter Gebiet zu Preußen und zwischen 1807 und 1813 zum französischen Fürstentum Erfurt. Mit dem Wiener Kongress kam der Ort 1815 wieder zu Preußen und wurde 1816 dem Landkreis Erfurt in der preußischen Provinz Sachsen angegliedert.
Im April 1945 wurde Tröchtelborn nachts durch amerikanische Artillerie beschossen. Dabei wurde die Kirche schwer beschädigt, ebenso eine Reihe von Wohn- und Wirtschaftsgebäuden. Unter der Bevölkerung, die sich in die Keller geflüchtet hatte, entstanden keine Verluste. Anfang Juli 1945 übergaben die Amerikaner Tröchtelborn, wie ganz Thüringen, an die Rote Armee. Damit wurde es Teil der SBZ und 1949 der DDR.
Nach der Wende und Wiedervereinigung erfolgten dringend notwendige Restaurierungsarbeiten an Kirche und Wohngebäuden. Das weitgehend erhaltene Dorfbild wurde wieder ansprechend, auch der Anger wurde erneuert und wurde wieder zum Mittelpunkt des Ortes. Das Vereinsleben wurde wiederbelebt und ein Heimatmuseum eingerichtet.
Im Jahre 2017 wurde von einem Freiwilligen-Team ein deutsches Jagdflugzeug vom Typ Focke-Wulf Fw 190 bei Tröchtelborn ausgegraben, das wahrscheinlich am 5. April 1945 abgeschossen worden war. Die sterblichen Überreste des Piloten, dessen Identität unklar blieb, wurden auf dem Friedhof Gotha beigesetzt.

### Einwohnerentwicklung
Entwicklung der Einwohnerzahl (31. Dezember):
| - 1994 – 354 - 1995 – 356 - 1996 – 359 - 1997 – 357 - 1998 – 342 - 1999 – 355 | - 2000 – 344 - 2001 – 343 - 2002 – 337 - 2003 – 325 - 2004 – 333 - 2005 – 337 | - 2006 – 343 - 2007 – 347 - 2008 – 337 - 2009 – 320 - 2010 – 311 - 2011 – 305 | - 2012 – 317 - 2013 – 320 - 2014 – 306 - 2015 – 306 - 2016 – 309 - 2017 – 306 | - 2018 – 303 - 2019 – 309 - 2020 – 304 - 2021 – 297 - 2022 – 300 |

Datenquelle: Thüringer Landesamt für Statistik

## Bürgermeister
Hartmut Brand (CDU) wurde 1999 zum ehrenamtlichen Bürgermeister gewählt und 2004, 2010, 2016 und 2022 im Amt bestätigt.

## Sehenswürdigkeiten
- Die St.-Bonifatius-Kirche ist eine Saalkirche mit Holztonne und dreiseitig geschlossenem Chor aus den Jahren 1603 bis 1605.
- Das Pfarrhaus aus Fachwerk mit idyllischem Garten liegt unweit der Kirche. Es war 1610 bis 1621 Wohn- und Amtssitz von Michael Altenburg, Pfarrer und Komponist des Frühbarock. Das Altenburgsche Wohnzimmer, eine Bohlenstube, dient als Winterkirche, für Treffen und Feiern.
- Das Heimatmuseum „Steinerthof“ in Tröchtelborn wurde 1996 gegründet. Ein ehemaliger Kleinbauernhof aus dem 19. Jh. mit Scheune, Ställen und Wohnhaus wurde rekonstruiert, wobei viele ursprüngliche Materialien, wie die blaue Waidfarbe (Indigo), Ziegelplatten und Kalksteinpflaster verwendet wurden.

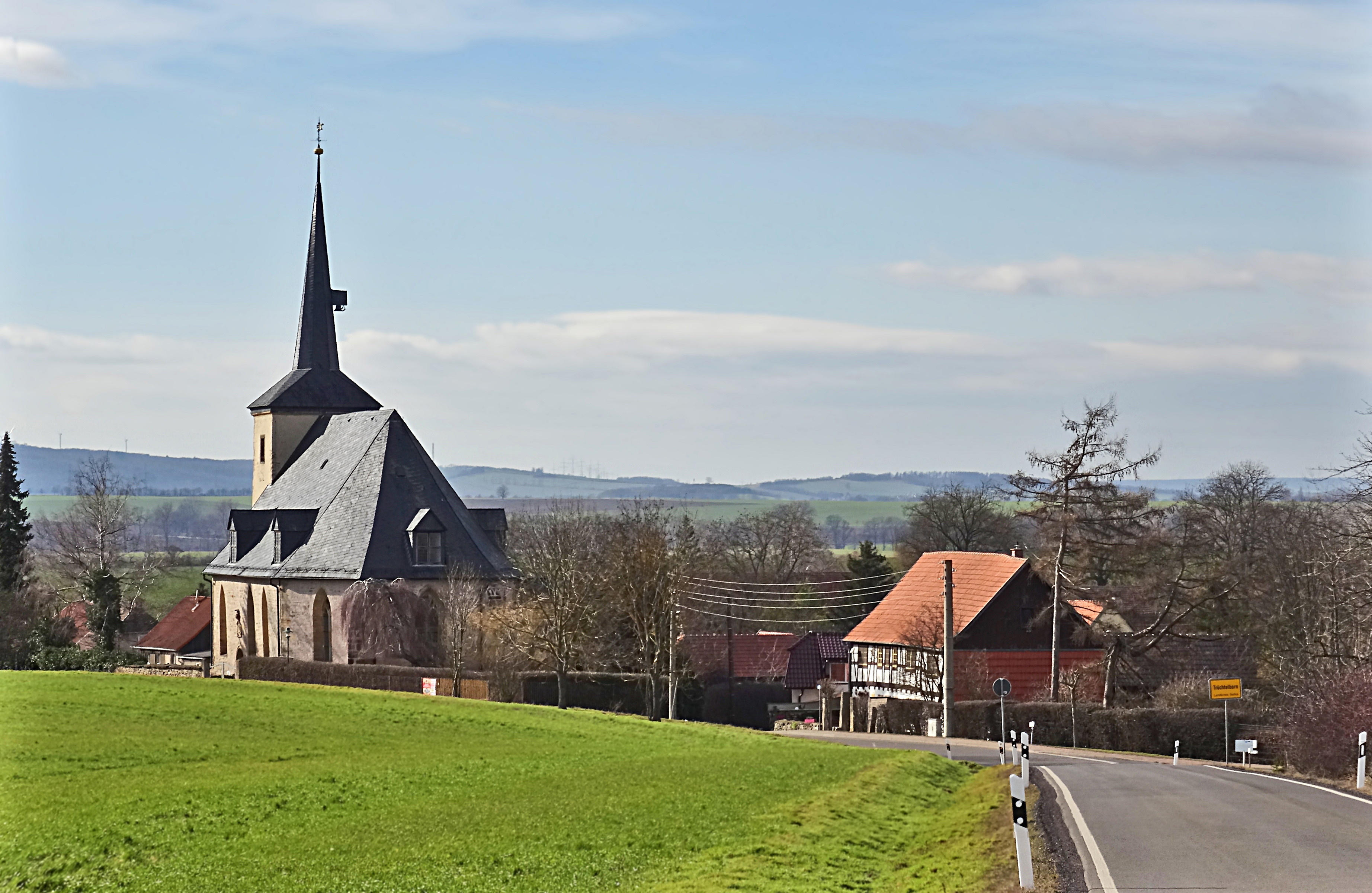
Kirche und Pfarrhaus von Osten
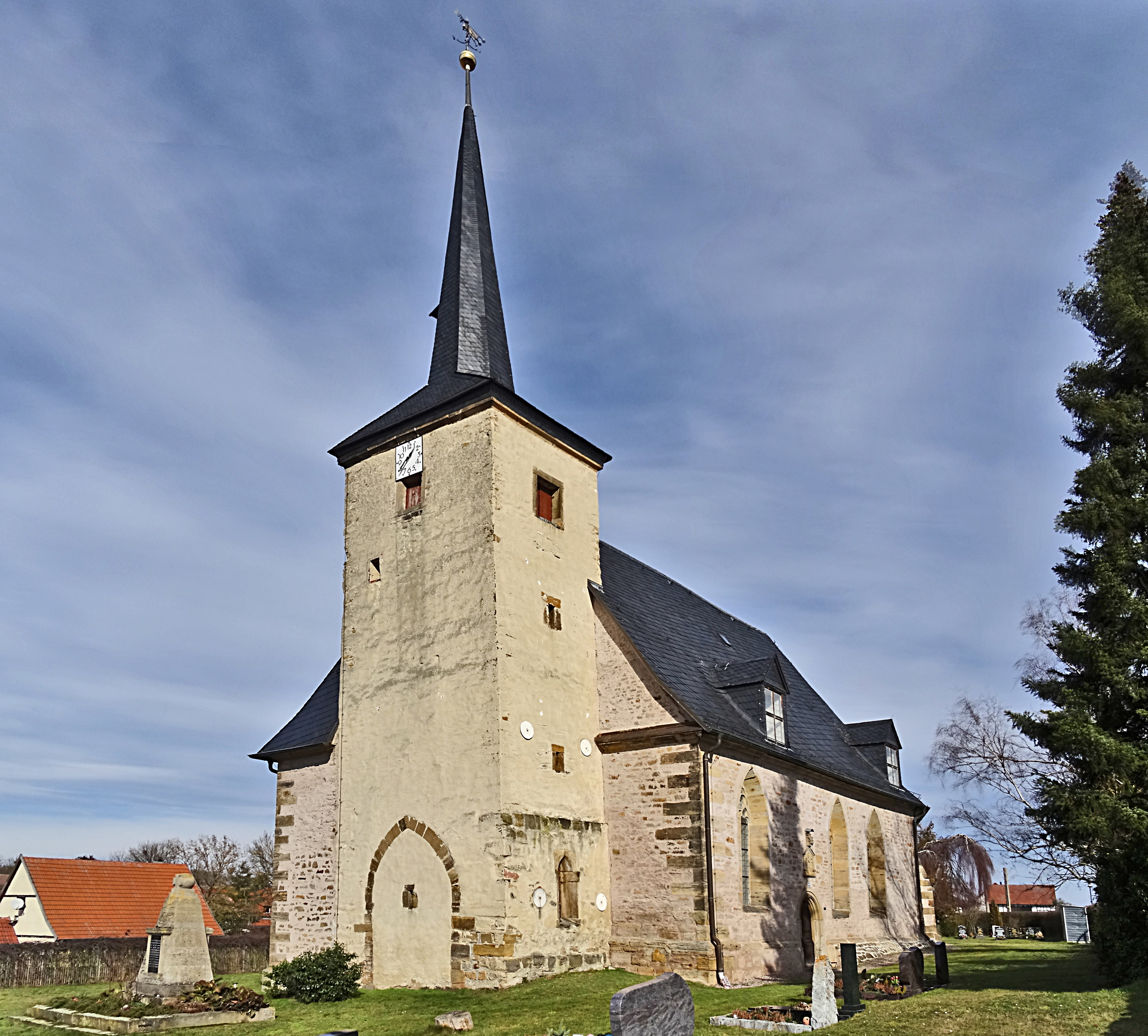
Kirche
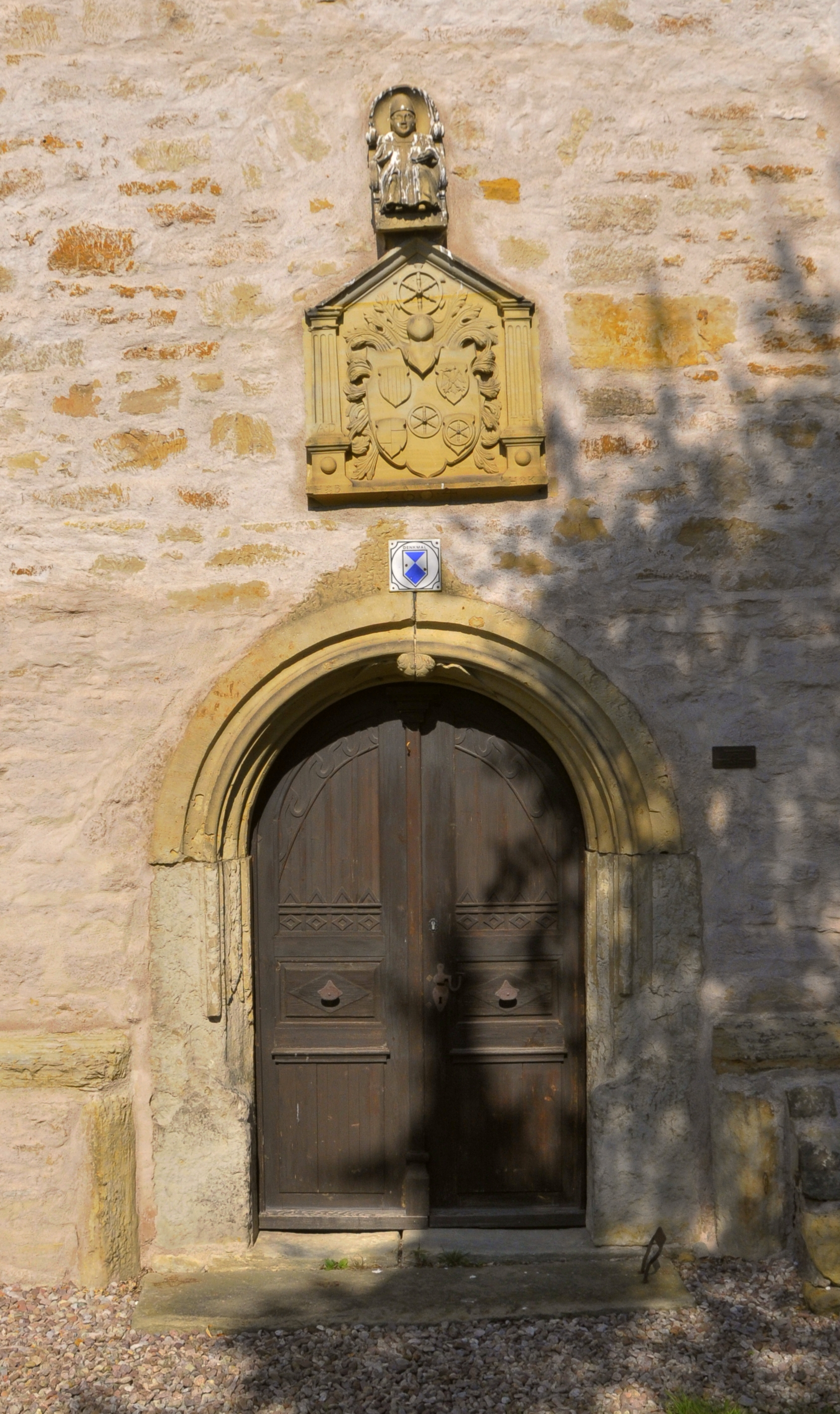
Seiteneingang der Kirche mit Wappen
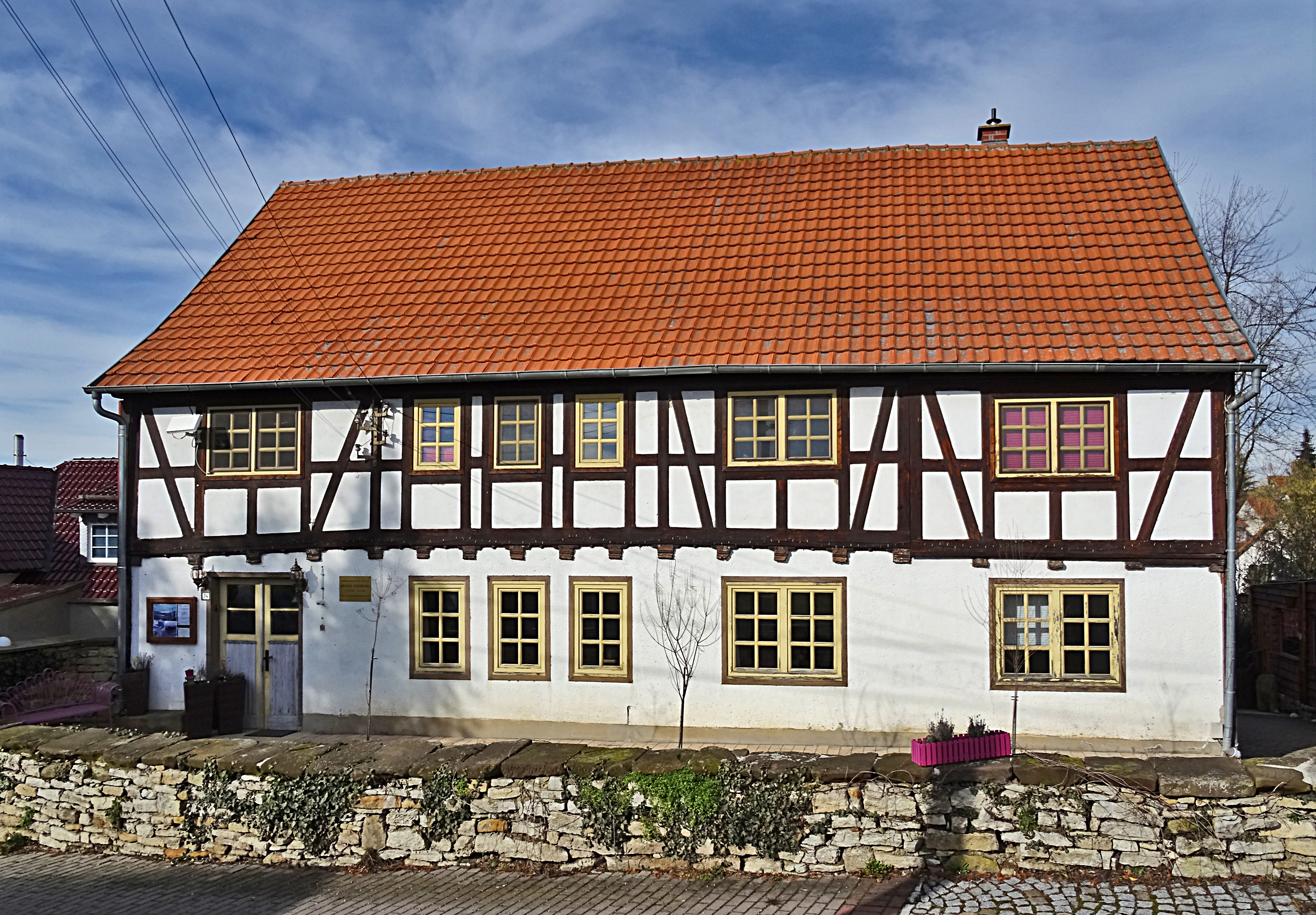
Pfarrhaus
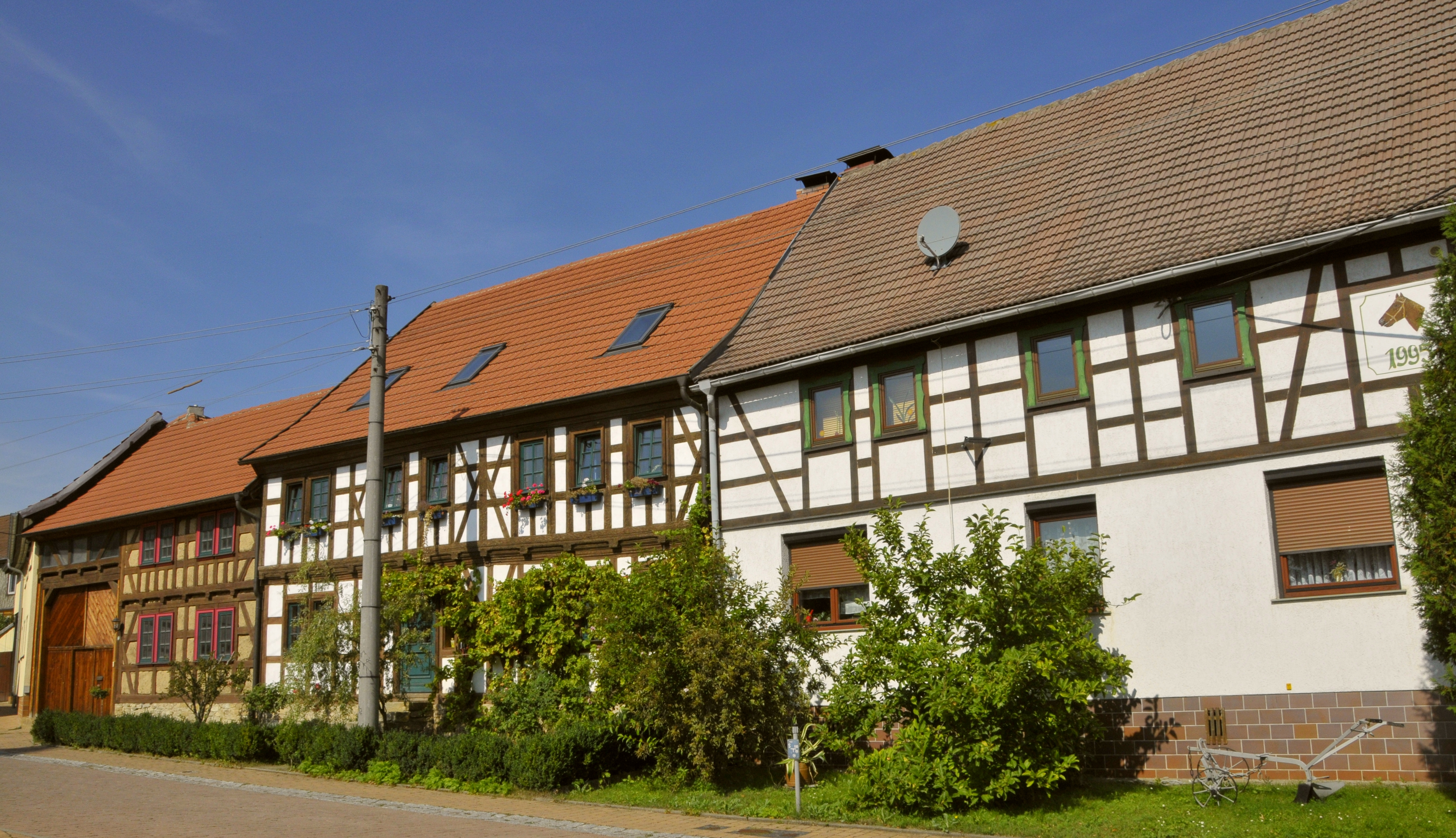
Fachwerkhaus

## Söhne und Töchter des Ortes
- Johannes Dinckel (* 23. Juni 1545; † 24. Dezember 1601 in Coburg), evangelischer Theologe
- Georg Christian Apel (* 21. November 1775 in Tröchtelborn, † 31. August 1841 in Kiel), Organist und Komponist[5]

## Weitere Persönlichkeiten, die mit dem Ort verbunden sind
- Michael Altenburg (* 1584 in Alach, † 1640 in Erfurt), Pfarrer (in Tröchtelborn von 1610 bis 1621), Kantor und bedeutender Komponist seiner Zeit

## Vereins- und Gemeindeleben
- Heimat- und Kulturverein
- Feuerwehrverein Tröchtelborn e. V.
- Tröbo e. V.